# Sededap
Sededap is een bestuurslaag in het regentschap Natuna van de provincie Riau-archipel, Indonesië. Sededap telt 328 inwoners (volkstelling 2010).